# Paulo Magino
Paulo Magino de Souza (* 23. Juni 1979) ist ein ehemaliger brasilianischer Fußballspieler.

## Karriere
1999 unterschrieb er einen Vertrag beim japanischen Erstligisten Kyōto Purple Sanga. Für Kyōto bestritt er 16 Erstligaspiele und schoss dabei sechs Tore. 2000 kehrte er nach Brasilien zurück und unterschrieb einen Vertrag beim Zweitligisten União São João EC. 2002 wechselte er zum italienischen Drittligisten SS Virtus Lanciano 1924. 2004 kehrte er nach Brasilien zurück. Von 2004 bis 2011 war er außerdem noch bei den Vereinen América FC (SP), Democrata FC, Brusque FC und Botafogo FC (PB) unter Vertrag.